# Vuelo 5398 de China Eastern Airlines
El vuelo 5398 de China Eastern Airlines (MU5398) fue un McDonnell Douglas MD-82 que volaba del Aeropuerto Internacional de Shenzhen Bao'an de Shenzhen al Aeropuerto Internacional de Fuzhou-Changle en Fujian, China. El 26 de octubre de 1993, se estrelló durante la aproximación al aeropuerto de Fuzhou Yixu. El avión se salió de pista mientras había fuertes vientos y precipitaciones. Dos personas de los ochenta pasajeros y tripulantes a bordo fallecieron.

## Accidente
El 26 de octubre de 1993, a las 11:50am, el vuelo 5398 despegó del aeropuerto de Shenzhen teniendo previsto su aterrizaje a las 12:50pm en el aeropuerto de Fuzhou. A las 12:32pm, la tripulación contactó con la torre de control del aeropuerto de Fuzhou mientras se preparaba para aterrizar. Estaba lloviendo en aquel momento, y la visibilidad fue de 4 km. La tripulación comenzó la aproximación pese a la escasa visibilidad, provocando una fuerte desviación a la derecha de la pista. La tripulación no optó por abortar el aterrizaje y realizar una aproximación frustrada, y en su lugar intentó corregir el curso mientras continuaba descendiendo. A sólo 1 km de la pista, y a solo 20 metros sobre el terreno, la tripulación intentó realizar un aterrizaje frustrado. El avión continuó perdiendo altitud, su cola tocó la pista antes de salir se pista y detenerse en una charca. El avión se fracturó en tres partes. Dos personas fallecieron y otras diez resultaron heridas.
Investigaciones posteriores revelaron que la tripulación del vuelo 5398 violó el protocolo de aproximación al aeropuerto de Fuzhou, y no mantuvieron un adecuada coordinación con el control de tráfico aéreo. La causa del accidente se determinó como error del piloto.

## Tras el accidente
China Eastern Airlines continúa utilizando el número de vuelo 5398, pero ha sido cambiada a la ruta del aeropuerto internacional de Chongqing Jiangbei al aeropuerto internacional de Shanghái Pudong a través del aeropuerto internacional de Wenzhou Longwan, servido por un Boeing 737.
El aeropuerto de Fuzhou Yixu fue construido en 1944 como aeropuerto comercial. Desde 1974 pasó a tener un uso mixto civil y militar, y contaba con servicios operados tanto por aerolíneas domésticas como internacionales. Debido a la longitud de pista y al aumento del tráfico comercial, se propuso un nuevo aeropuerto civil en 1991. El 23 de junio de 1997, el aeropuerto internacional de Fuzhou Changle fue inaugurado, posibilitando que el aeropuerto de Fuzhou Yixu volviera a ser de uso exclusivamente militar.
El número de registro B-2103 fue más tarde asignado a un McDonnell Douglas MD-90 en el 2000, operado por China Northern Airlines. Este aparato continuó operando para China Southern Airlines cuando China Northern se fusionó con China Southern en 2002. En 2010, este MD-90 fue vendido a Delta Air Lines finalizando la vida del registro B-2103.